# Martin Andersson (fotbollsspelare född 1982)
Erik Martin Andersson, född 9 maj 1982 i Enköping, är en svensk före fotbollsspelare och senare tränare.

## Karriär
Martin Andersson började som sjuåring spela fotboll i Fanna BK, men gick året efter till Enköpings SK. Han debuterade i A-laget redan som 15-åring. Andersson var del av truppen som tog upp Enköping till Allsvenskan, och var även med när Enköping åkte ner till Superettan igen året därpå. Andersson blev kvar i Enköping till säsongen 2007 och värvades inför säsongen 2008 av Djurgårdens IF tillsammans med lagkamraten Sebastian Rajalakso. Till att börja med blev det succé för Andersson som ofta jämfördes med Andrea Pirlo. Men sedan kom skadorna som satte stopp för hans karriär. 2009 blev han utlånad till Vasalund i Superettan där gamla tränaren från ESK-tiden, Peter Lenell, var tränare.
2011 återvände Andersson till Enköping, denna gång som tränare. Andersson blev assisterande tränare till Per Gidlund i Enköpings SK:s juniorlag. Året därpå blev han huvudtränare i juniorlaget efter att Gidlund blivit sportchef i klubben. Under sista delen av 2012 var han assisterande till Per-Åke Swärdh i A-laget, och så även under 2013. Under 2013 återupptog han även spelarkarriären, som mittback tog han startplats i Enköpings SK i Division 2, men efter halva säsongen satte skadorna stopp för vidare spel.
Inför säsongen 2014 när Enköping precis blivit nedflyttade till Division 3, blev han utsedd till huvudtränare. Laget degraderades 2014 ännu en division och spelade 2015 i Division 4 under Anderssons ledning. Det slutade med att Anderssons nya unga lag, till stor del bestående av juniorer, direkt studsade tillbaka till Division 3 via kval. Säsongerna 2016 och 2017 slutade Enköping på dubbla 2:a platser i Division 3 Östra Svealand men missade även uppflyttning till Division 2 i dubbla kval. Säsongen 2018 ledde Andersson klubben till uppflyttning till division 2. Säsongen blev det en 11:e plats i serien men efter säsongen valde han att lämna Enköpings SK efter sex säsonger som huvudtränare. I februari 2022 fick han ledarroll i Djurgårdens pojkakademi efter att dessförinnan varit ett år i Hammarbys P16-lag.

## Seriematcher och mål
- 2009 (1+2): 3 / 0 (DIF), 17 / 0 (Vasalund)
- 2008 (1): 13 / 0
- 2007 (2): 20 / 0
- 2006: (3): ? / 12[8]
- 2005: ?
- 2004 (2): 27 / 3
- 2003 (1): 14 / 0
- 2002 (2): 20 / 0
- 2001 (2): 14 / 0

Förklaringar, 1: Allsvenskan, 2: Superettan, 3: Division 1 Norra.